# Liste der Monuments historiques in Chartronges
Die Liste der Monuments historiques in Chartronges führt die Monuments historiques in der französischen Gemeinde Chartronges auf.

## Liste der Objekte
| Bezeichnung                                                  | Beschreibung                             | Standort                                | Kennzeichnung | Schutzstatus | Datum | Bild |
| ------------------------------------------------------------ | ---------------------------------------- | --------------------------------------- | ------------- | ------------ | ----- | ---- |
| Chorabschluss                                                | Schmiedeeisen, 18./19. Jahrhundert       | in der Kirche St-Pierre-ès-Liens (Lage) | PM77003713    | Inscrit      | 1980  |      |
| Möbel in der Sakristei, Altarkreuz und sieben Kerzenständer  | 18./19. Jahrhundert                      | in der Kirche St-Pierre-ès-Liens (Lage) | PM77003759    | Inscrit      | 1980  |      |
| Hauptaltar mit Tabernakel                                    | Holz, Ende des 18. Jahrhunderts          | in der Kirche St-Pierre-ès-Liens (Lage) | PM77003029    | Inscrit      | 1978  |      |
| Kanzel                                                       | Holz, erste Hälfte des 18. Jahrhunderts  | in der Kirche St-Pierre-ès-Liens (Lage) | PM77003466    | Inscrit      | 1980  |      |
| Skulptur der heiligen Barbara                                | Holz, polychrom gefasst, 16. Jahrhundert | in der Kirche St-Pierre-ès-Liens (Lage) | PM77000326    | Classé       | 1980  |      |
| Zwei Skulpturen am Triumphbalken: Maria und Apostel Johannes | Holz, polychrom gefasst, 16. Jahrhundert | in der Kirche St-Pierre-ès-Liens (Lage) | PM77003714    | Inscrit      | 1980  |      |
| Skulptur des Apostels Petrus                                 | Holz, polychrom gefasst, 18. Jahrhundert | in der Kirche St-Pierre-ès-Liens (Lage) | PM77003534    | Inscrit      | 1980  |      |